# Howard Hughes
Howard Robard Hughes, Jr. (Houston, 1905. december 24. – Houston, 1976. április 5.) amerikai filmproducer, filmrendező, mérnök és pilóta. Szüleit, Howard R. Hughest és Allene Stone Gano Hughest korán elvesztette, apjától jól menő szerszámgépgyárat örökölt, amely anyagi hátteret jelentett költséges filmes és repülőgépipari vállalkozásaihoz. Több filmnek a producere volt, két filmet is rendezett, először a Hell's angels (Pokol angyalai) című háborús filmet 1930-ban, az első 2 millió dolláros költségvetésű filmet, majd a The Outlaw, azaz A törvényen kívüli című westernfilmet 1943-ban. Filmrendezői karrierje mellett létrehozta a Hughes Aircraftot 1932-ben és a Howard Hughes Medical Institute nevű nonprofit orvosi kutató szervezetet. Két híres repülőmodellnek, a H1 Racer-nek és a Hughes H–4 Hercules-nek is a tervezője volt, és több repülési világrekord felállítója is. 1946-ban majdnem halálos balesetet szenvedett az XF–11-es kísérleti géppel tett próbarepülés közben. Életének második felében a világtól elzárkózva élt, munkatársaival is csak telefonon tartotta a kapcsolatot. Beteges tisztasági mániája egyre jobban elhatalmasodott rajta, egészségét is kikezdte. 1976. április 5-én halt meg egy magánrepülőgépen, úton a houstoni metodista kórház felé.

## Származása
Howard a Texas állambeli Houstonban született a gazdag olajfúró-szerszámgépgyáros Howard Hughes és felesége, Allene Stone Gano Hughes gyermekeként.

## Vagyona
Hughes hatalmas vagyont hozott létre, amely akkor összesen 1,5 milliárd dollárt tett ki, s amely mai értéken 6,74 milliárd dollárnak felel meg. Valójában ő volt Amerika leggazdagabb embere az 1960-as és 1980-as évek között.

## Emlékezete
Életéről több filmet forgattak:
- A lenyűgöző Howard Hughes (The Amazing Howard Hughes), 1977, rendezte: William A. Graham
- Aviátor (The Aviator), 2004, rendezte: Martin Scorsese
- Kivétel és szabály (Rules Don't Apply), 2016, rendezte: Warren Beatty

Howard Hughes talán legmaradandóbb öröksége (a tényleges öröksége körül dúló harcok mellett) a Howard Hughes Medical Institute. Bírósági döntésekkel sikerült az eredetileg nyilvánvalóan adócsökkentési szándékkal létrehozott intézményt valódi kutatói alapítvánnyá formálni. A Hughes Aircraft eladásából származó bevételből milliárdokat fektettek az alapítványba, amely ezzel a tőkeinjekcióval az USA legnagyobb orvosbiológiai kutatásokat támogató alapítványává vált.